# Канцев, Георгий Фёдорович
Георгий Фёдорович Канцев (1907—1978) — старшина Рабоче-крестьянской Красной Армии, участник Великой Отечественной войны, Герой Советского Союза (1945).

## Биография
Георгий Канцев родился 7 апреля 1907 года в селе Яманхалинка (ныне — Махамбет Атырауской области Казахстана). Получил начальное образование, после чего работал мотористом. В сентябре 1941 года Канцев был призван на службу в Рабоче-крестьянскую Красную Армию. С ноября того же года — на фронтах Великой Отечественной войны. К сентябрю 1944 года старшина Георгий Канцев был помощником командира взвода 1199-го стрелкового полка 354-й стрелковой дивизии 65-й армии 1-го Белорусского фронта. Отличился во время освобождения Польши.
5 сентября 1944 года Канцев одним из первых в своей роте переправился через реку Нарев к северу от Сероцка. Во время расширения плацдарма он принял активное участие в отражении нескольких немецких контратак.
Указом Президиума Верховного Совета СССР от 24 марта 1945 года старшина Георгий Канцев был удостоен высокого звания Героя Советского Союза с вручением ордена Ленина и медали «Золотая Звезда».
После окончания войны Канцев был демобилизован. Вернулся в родное село, где работал инспектором рыбной охраны. Скончался 14 июля 1978 года.
В честь Канцева названы улицы в Атырау и Махамбете.